# E-st@r-II
e-st@r-II (Educational SaTellite @ politecnico di toRino 2) è un satellite miniaturizzato progettato e costruito dal team studentesco CubeSat Team del Politecnico di Torino. È una missione spaziale dell'Agenzia Spaziale Europea inserita all'interno del programma Fly-your-Satellite!.

## Descrizione
È un satellite di tipo CubeSat, cioè un cubo di lato 10 cm e massa non superiore a 1,33 kg, immesso in orbita da Arianespace con un vettore Soyuz-STA Fregat-M, volo VS14, dallo spazioporto europeo di Kourou, Guyana francese  il 25 aprile 2016 alle 21:02 GMT (23:02 CEST). Il principale carico di questo lancio è stato Sentinel-1B del programma Copernicus e Microscope progettato dal CNES, l'agenzia spaziale francese.
Oltre ad e-st@r-II, altri due CubeSat 1U (AAUSAT 4, OUFTI 1) erano stipati a bordo della Soyuz. Questi piccoli satelliti, ciascuno dei quali misura appena 10×10×11 cm, sono stati sviluppati da team di studenti universitari attraverso programmi dell'ESA.
e-st@r-II è il successore di e-st@r, il primo CubeSat italiano e il primo satellite del Politecnico di Torino ad essere inserito in orbita.
Più di 30 studenti hanno lavorato su questo progetto, con l'opportunità unica di esperienza pratica su applicazioni spaziali. e-st@r-II dimostrerà la capacità di determinare e controllare attivamente il proprio assetto grazie a un sistema attivo autonomo basato su azionamento magnetico (ADCS). La fase iniziale prevede il sistema disattivato lasciando il satellite nel suo moto libero, senza alcuna stabilizzazione. L'ADCS inizia il suo lavoro comandato dalla stazione di terra (GCS), che controlla le velocità angolari e l'assetto del satellite.
i principali obiettivi scientifici della missione e-st@r-II sono:
- dimostrare la capacità di autonoma determinazione, controllo e manovra, attraverso lo sviluppo e test in orbita di un ADCS interamente progettato e prodotto da studenti;
- testare l'uso in orbita di tecnologie commerciali e hardware di produzione propria.

Nel 2006 il Politecnico di Torino aveva tentato di mettere in orbita un suo satellite (PiCPoT), ed in seguito lanciò e-st@r il 13 febbraio 2012.
Come il precedente modello, di cui porta il nome, a bordo del satellite vi è una piattaforma inerziale che serve per determinare l'assetto del satellite stesso e per effettuare il puntamento dell'antenna verso terra. Su una faccia del cubo è presente l'antenna, che è lunga 34 cm ed è flessibile in quanto durante il lancio era arrotolata (metallo armonico). Il sistema di dispiegamento dell'antenna, progettato dagli studenti per il precedente modello, è stato mantenuto anche su questo. Sulle altre facce sono presenti dei pannelli solari in arseniuro di gallio che alimentano delle batterie agli ioni di litio come quelle utilizzate nei comuni cellulari.
Il computer di bordo (OBC) è un sistema integrato ed usa un sistema operativo real-time.
Il sistema di comunicazione utilizza un microcontrollore PIC, usato come nodo di controllo, e comunica con la stazione di terra in packet radio a 1200 baud, modulato in AFSK (codifica a spostamento di frequenza audio), alla frequenza di 437,445 MHz con una potenza di 0,5 W, trasmettendo ogni due minuti. Qualora il satellite rivelasse guasti nei suoi sistemi comunica in CW, trasmetterebbe invece in codice morse, sempre con la potenza di 0,5 W. Le frequenze sono state assegnate ai Cubesat dall'ESA e sono frequenze amatoriali.
e-st@r-II ha iniziato la trasmissione dei segnali verso la Terra circa 30 minuti dopo l'attivazione, come da normativa.
I segnali di e-st@r-II possono essere ascoltati da chiunque con apparecchiature radioamatoriali comuni. Il team che ha sviluppato il satellite ha aperto un bando di competizione sul proprio sito invitando la comunità radioamatoriale mondiale all'ascolto del satellite ed all'inoltro dei pacchetti ricevuti alla stazione di terra del Politecnico di Torino.
Attualmente il team che ha sviluppato il satellite, il CubeSatTeam del Politecnico di Torino, sta lavorando attivamente allo sviluppo del modello successivo 3-STAR, un CubeSat 3U di nuova concezione.